# ۱۲۵۹ (میلادی)
۱۲۵۹ (میلادی) هزار و دویست و پنجاه و نهمین سال تقویم میلادی است.

## زادگان
- ۲۵ مارس - آندرونیکوس دوم پالایولوگوس ، امپراتوری روم شرقی (مرگ ۱۳۳۲)
- ۲۵ آوریل - برانکا دختر پادشاه و ملکه پرتقال، دختر شاه آفونسو سوم (مرگ ۱۳۲۱)
- پیترو کاوالینی ، نقاش ایتالیایی (مرگ ۱۳۳۰)
- دیمیتری دوم از گرجستان
- ریچارد اگ دی برگ (مرگ ۱۳۲۶)
- احتمال - جان دوم از اورشلیم (مرگ ۱۲۸۵)

## درگذشتگان
- ۷ ژانویه - توماس دوم از ساوی
- ۲۹ مه - پادشاه کریستوفر اول دانمارک (تولد ۱۲۱۹)
- ۲۱ ژوئیه - گجنگ از گوریو
- ۱۱ اوت - منگوقاآن از امپراتوری مغول
- ۷ اکتبر - اتزلینو دا رومانو سوم، حاکم ایتالیا
- ۱۸ نوامبر  - آدام مارش ، محقق انگلیسی

‎